# 双乙酰酒石酸单双甘油酯
雙乙酰酒石酸單雙甘油酯（DATEM，又称E472e）是一种乳化剂，人們在烘焙生麵團時雙乙酰酒石酸單雙甘油酯可以增強生麵團中的麸质网络。雙乙酰酒石酸單雙甘油酯被添加到黑麦面包中後，黑麦面包會有一种酥脆、有嚼劲的口感。